# Capheris kunenensis
Capheris kunenensis es una especie de araña del género Capheris, familia Zodariidae. Fue descrita científicamente por Lawrence en 1927.
Habita en Namibia.